# Revue de neuropsychologie
La Revue de neuropsychologie est une revue scientifique à comité de lecture francophone, couvrant l’ensemble des disciplines de la neuropsychologie.  Cette revue est la seule revue francophone couvrant l’ensemble des disciplines de la neuropsychologie. Son principal objectif est de mieux appréhender cette discipline ainsi que de répondre aux problématiques rencontrées par les neuropsychologues, neurologues, orthophonistes… Elle constitue ainsi le principal outil de communication de la Société de neuropsychologie de langue française (SNLF).
Actuellement, le directeur de publication est Francis Eustache (Université de Caen Basse-Normandie, France).

## Histoire
La Revue de Neuropsychologie a été fondée en 1991 par Éric Siéroff et Michel Habib, sous l'égide de la SNLF.
Au cours de son histoire, la revue a changé de nom :
- Revue de Neuropsychologie, 1991-2009  (ISSN 1155-4452)
- Revue de neuropsychologie, neurosciences cognitives et cliniques, 2009-en cours  (ISSN 2101-6739)